# Faro San Jorge

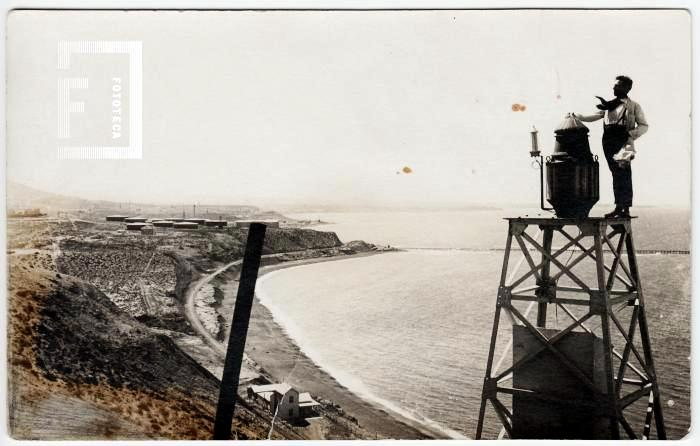
El antiguo faro emplazado en el centro de Comodoro en sus primeros años,

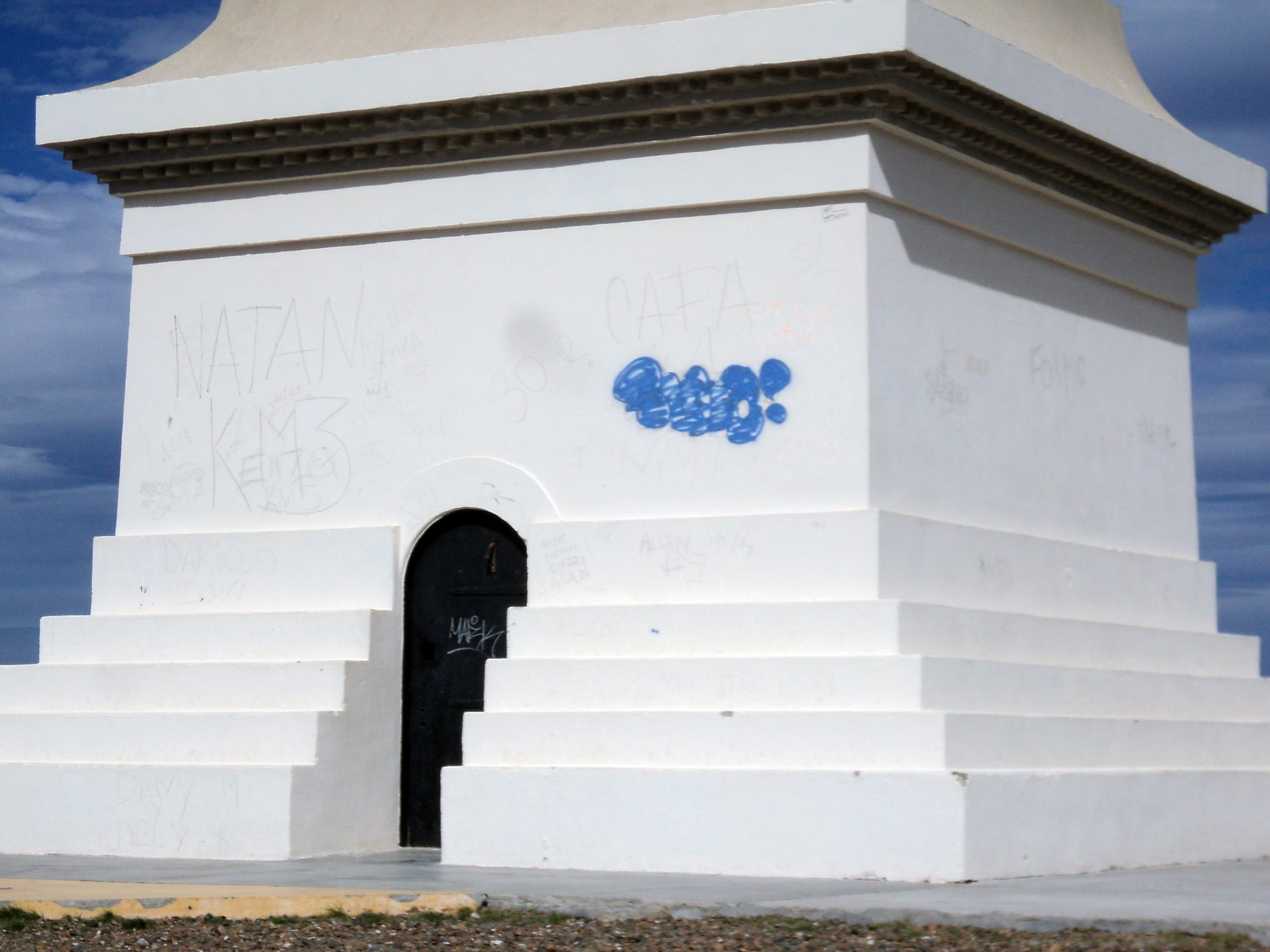
El ingreso al faro con su delicada arquitectura, el faro sufre constante vandalismo

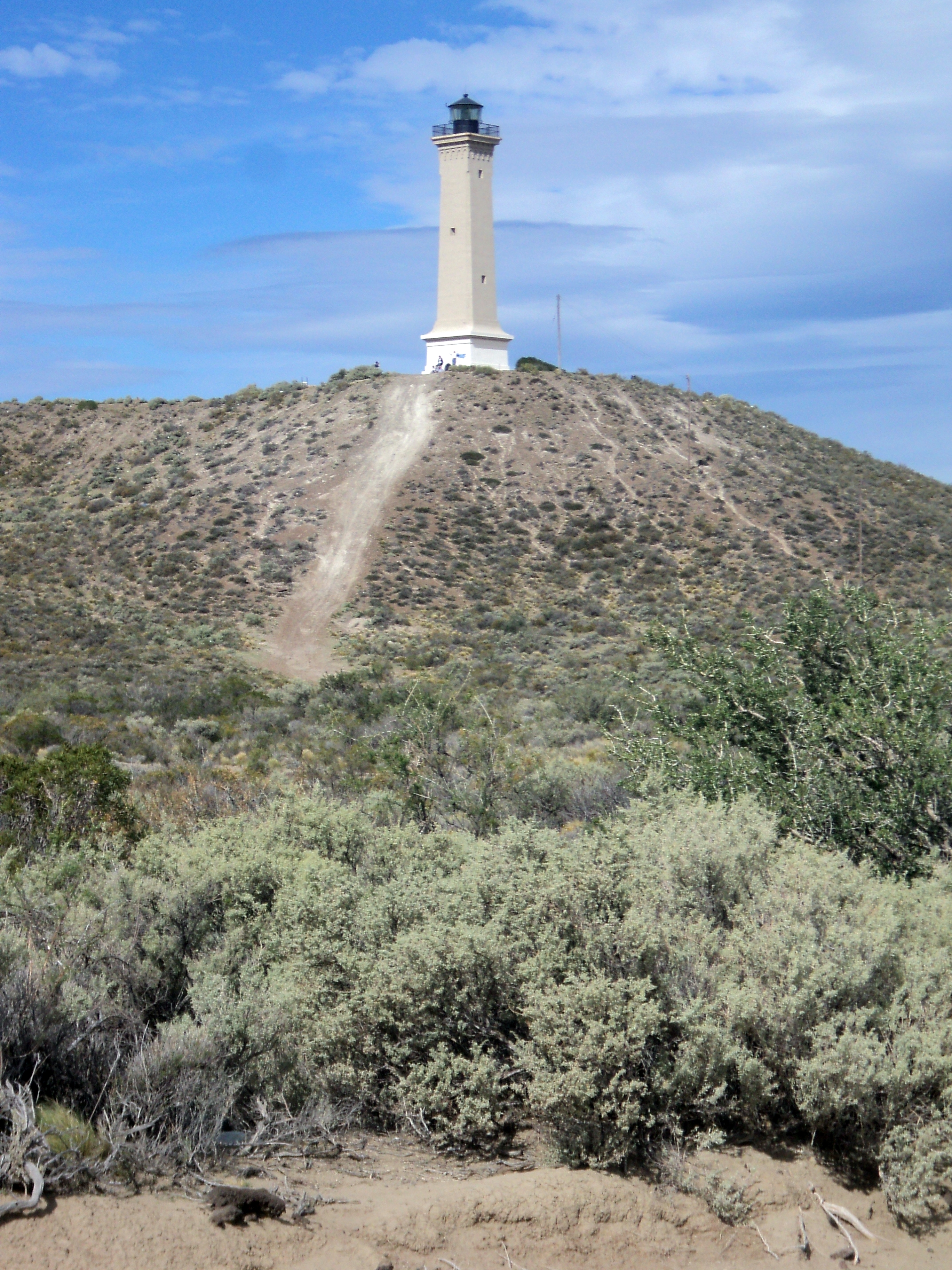
Vista del faro con su notoria elevación sobre el nivel del mar

El Faro San Jorge es un faro no habitado de la Armada Argentina. Se encuentra en la ubicación 47°12′00″S 66°44′00″O / -47.20000, -66.73333 en las proximidades del cabo San Jorge, en el centro del golfo homónimo. Las localidades más cercanas son Caleta Olivares y Caleta Cordova; mientras que una distancia de 17 kilómetros rumbo al sur lo separa del centro la ciudad de Comodoro Rivadavia, en la Provincia del Chubut, Patagonia Argentina. El faro es considerado por el Senado Argentino como «bien patrimonial histórico donde confluyen armónicamente la recreación y el turismo». Parte de su historia está documentada y recopilada en el museo Ferroportuario de Comodoro.
Es considerado un emblema de historia y tradición en Comodoro Rivadavia desde su inauguración en 1925.

## Toponimia
El faro toma su nombre del golfo San Jorge sobre el cual se asienta y que al mismo tiempo da nombre al cabo sobre el cual se emplaza esta edificación. San Jorge, de este modo, terminaría teniendo un homenaje indirecto.

## Historia

### Antecedente
A comienzos de 1923, el Jefe del Estado Mayor Gral. del Departamento de Marina de la República Argentina, comienza el estudio para la construcción de un faro en sustitución del existente en la ciudad de Comodoro Rivadavia, el cual se encontraba en la falda del cerro Chenque. Este cambio se hacía necesario por los continuos desmoronamientos que se producían haciendo peligrar la estabilidad de la señal. Por otro lado, el alcance de luz era deficiente para la navegación con el agravante que se mimetizaba con las luces del pueblo y de la explotación petrolera en la zona.
.
El faro San Jorge reemplaza al Faro Comodoro Rivadavia que se encontraba sobre el Cerro Chenque, donde todavía hoy se puede apreciar la estructura metálica que quedó de ese faro
.

### Construcción
Su construcción se llevó a cabo a través de un proyecto por el entonces Servicio de Hidrografía ante la Dirección General del Material Naval. El entonces presidente Torcuato de Alvear promulgó en enero de 1924 el decreto estableciendo una reserva de 24 hectáreas de terreno en torno al cabo San Jorge. La operación tuvo la aprobación de la Dirección General de tierras y el apoyo de diversas empresas privadas y oficiales. 
Se consideró de gran utilidad a los buques petroleros que visitan la zona y se solicitó ayuda para su construcción al Coronel Enrique Mosconi. De este modo, Yacimientos Petrolíferos Fiscales donó la suma de $ 25.000 pesos en moneda nacional, donación en efectivo que representó un tercio del costo total de la obra. 
En tanto, la Compañía Argentina de Petróleo Astra, que proveyó 160.0000 ladrillos y la cal necesaria; la Compañía Forrarrilera de Petróleo (hoy Petroquímica Comodoro Rivadavia) puso a disposición camiones que transportaron los materiales de construcción al lugar de la obra y Ferrocarriles del Estado a través del Ferrocarril de Comodoro Rivadavia, proporcionó el traslado de los ladrillos desde Colonia Sarmiento hasta la Estación Astra, punto del ramal más cercano al faro y desde ahí a Caleta Córdova por camión.
Finalmente, comenzó a operar el 9 de marzo de 1925. Su destellador era alimentado por tubos de gas acetileno que le permitían unas 21 millas de alcance. La conexión a la red eléctrica urbana llegó en 1988 y esto redujo su alcance a 14 millas.

## Arquitectura
La forma característica que pose le da la identidad que lo hace casi único. Su silueta dista mucho de las tradicionales imágenes que suelen verse de otros faros, cilíndricos o tubulares y pintados a rayas rojas y blancas para asegurar su visibilidad a la distancia. En cambio, faro San Jorge es cuadrado, y semeja a la histórica estructura que guía a los barcos en el puerto antiguo de Génova, Italia, conocida como "Lanterna". Este faro iluminó la infancia de Cristóbal Colón. Sumado al hecho su tío Antonio Colombo fue uno de los guardas de ese faro. Este faro europeo tiene una altura total desde el nivel del mar de 107 metros con una estructura de 77 metros de torre, desde la base al techo de la cúpula, y 30 metros de promontorio. Aunque mucho más grande que el faro comodorense, las similitudes en su estructura son notables. 
En su interior sus 100 escalones llevan a su balcón superior, desde donde se puede disfrutar de una vista que domina parte de la costa, la meseta y la zona norte de Comodoro. La cima del faro está compuesta por una torre prismática color hormigón con garita negra. Su altura es de 27 metros cuya elevación sobre el nivel medio del mar es de 78 metros. A pesar de los avances en navegación satelital, actualmente continúa siendo una referencia buscada por los buques. 

## Atractivo turístico

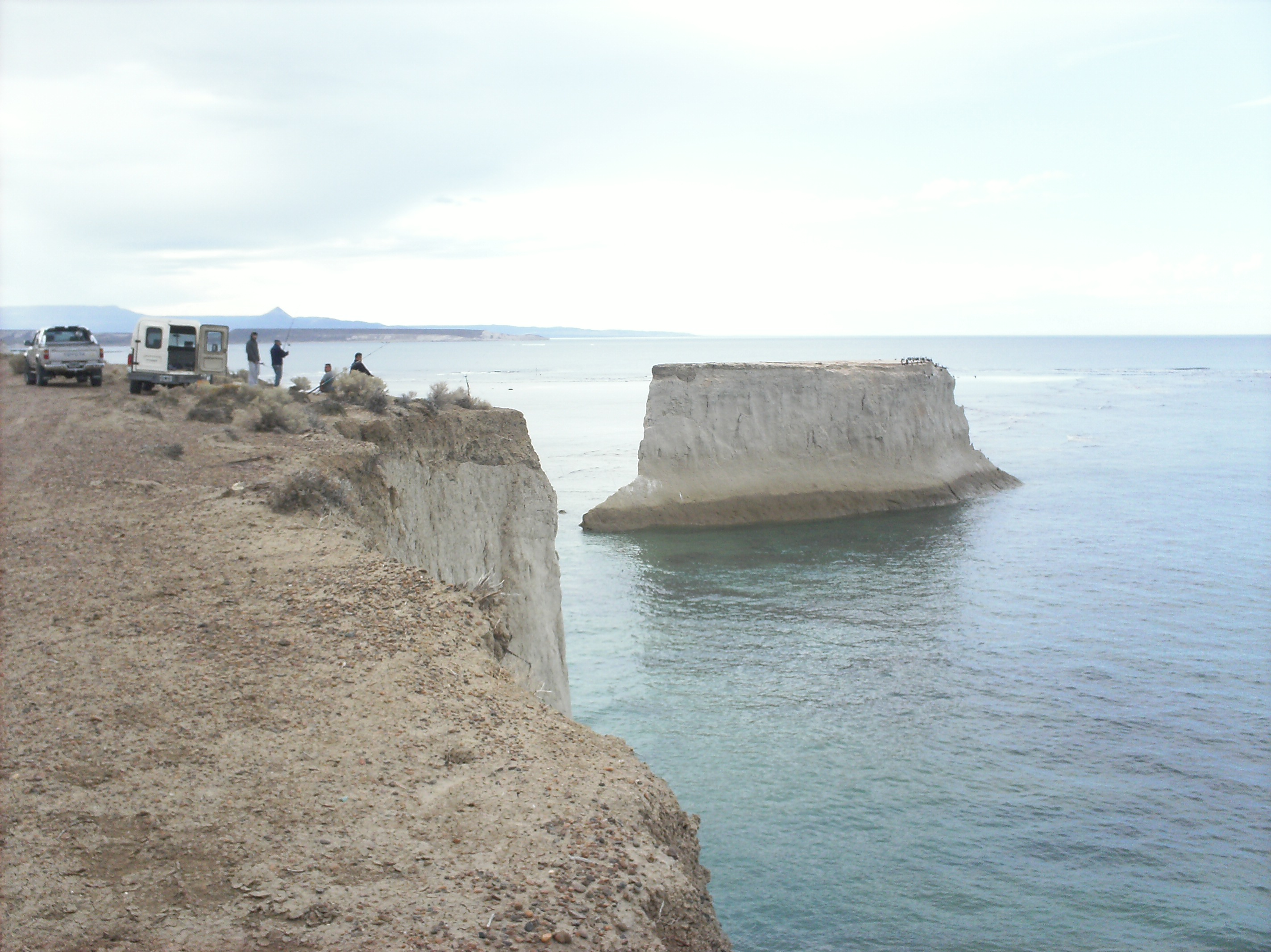
El farallón de Comodoro, en la costa cercana al faro San Jorge, accidente costero único en la zona. Nótese de fondo el Pico Salamanca junto con un conjunto menor de mesetas y la pesca artesanal en el acantilado.

Constituye un atractivo patagónico visitado tanto por residentes locales como extranjeros. Su valor deviene de la protección de los elementos naturales que lo rodean y en las características culturales e históricas que sirven de marco a su emplazamiento en la costa patagónica. Así es visto como un lugar donde la naturaleza y la historia se abrazan en un atractivo turístico innegable. Desde su cúspide son fácilmente observables, gracias a su altura combinada de 100 sobre el nivel del mar, los barrios Don Bosco, Restinga Alí, Caleta Córdova y parte del Centro. Sin embargo, hay una gran necesidad de señalización en la ruta, debido a que se encuentran diversos caminos que dificultan la llegada al Faro.
Hoy en día el faro es un atractivo turístico incorporado a los circuitos de la ciudad de Comodoro Rivadavia. El faro en algún momento abrió sus puertas para quienes desean subir a su mirador y disfrutar de los paisajes que brinda hacia el mar, el farallón y hacia la ciudad. Gracias a gestiones locales quedó a cargo de la municipalidad de comodoro Rivadavia quien realizó un convenio con la Armada Argentina para que los turistas no lo depredaran.
A su vez, la agencia de turismo de la Municipalidad de Comodoro Rivadavia ha planificado la creación de un Centro de Interpretación que será instalado junto al Faro San Jorge, con el objetivo de generar un espacio que ponga en valor y brinde conocimiento sobre ese patrimonio histórico de dicha ciudad.
La cámara de Senadores Naciones, en 28 de junio de 2005, impulsó ante el Poder Ejecutivo nacional que se incluya en los planes de promoción de circuitos turísticos nacionales al faro San Jorge. Fue descripto ante este órgano como:

«Testigo mudo del desarrollo patagónico y centinela costero donde confluyen armónicamente características naturales e históricas dignas de reconocimiento».
Senado

El turismo a nivel nacional volvió a mirar al faro cuando tomó fuerza cuando el barrio Presidente Ortiz y su patrimonio histórico conservado fueron ejes de un intento de impulso ante la Cámara de Diputados, en 2006, de un proyecto de creación de un nuevo museo ferroviario. El objetivo fue reforzar la identidad ferroviaria que aun mantiene hasta el presente, hecho que lo constituye como lugar óptimo para el trazado urbano del tren turístico en Comodoro Rivadavia, que partiría de este barrio pasando por Don Bosco, y Astra, agregándose al mismo un ramal hacia Caleta Córdova, en el cual se podrá apreciar al Faro y la belleza del paisaje patagónico. Aunque el proyecto no tuvo aún su aprobación volvió a vincular a este edificio con el Ferrocarril, pieza fundamental para su construcción.
Para el 22 de julio de 2011 un proyecto de ley lo intentó declarar Monumento Histórico Nacional por parte del diputado Oscar Currilen. El proyecto lo señaló vital en la  Ruta Azul, cual nació a partir de un acuerdo firmado por Comodoro Rivadavia y Camarones, en Chubut; y Caleta Olivia y Puerto Deseado, en Santa Cruz. Dicho acuerdo apunta al desarrollo y promoción de un producto conjunto relacionado con los atractivos costeros y marinos.
Desde 2012 con el cambio de gestión de la municipalidad, se abandonó la idea de transformar al faro en un atractivo turístico, y desde la Municipalidad de Comodoro Rivadavia se desalentaron las iniciativas de los vecinos comodorenses agrupados en torno a este punto de interés. Tampoco, se tienen noticias de la evolución del proyecto para la creación de un centro de interpretación.
Desde los últimos años el faro venía recibiendo visitas guiadas al público guiadas por la Armada Argentina. Esta actividad atrajo a un notable público a conocer las instalaciones, escuchar la historia del faro y disfrutar de su paisaje. Pero desde 2016 dejó de ser incluido entre los faros que la Armada abre al público.
Hoy la población de la ciudad lo volvió un indiscutido patrimonio de la ciudad. Su explanada que lo rodea es un punto de descanso y mateadas, tanto de visitantes que llegan en vehículos como de aquellos que acceden en bicicletas, o como parte de un recorrido de caminadas por una zona de belleza agreste y natural. Lamentablemente, al estar en una zona deshabitada su seguridad se ve limitada y su estructura sufre vandalismo constante. De este modo, es común ver cuadrillas  restaurado periódicamente al monumento histórico.
Al cumplir 100 el faro fue restaurado y recibió un acto oficial, encabezado por el intendente para conmemorar su centenario. Además, se abrieron sus puertas a la comunidad para que visiten sus instalaciones internas. 

### Farallón
En cercanías al faro se encuentra El Farallón cuya importancia y atractivo turístico llevaron a la municipalidad de la ciudad a a declararlo patrimonio natural de Comodoro. Así lo define la ordenanza N° 15.799/21.
La geografía de la costa que rodea al faro es atípica. La costa presenta formación constituida hace 40 millones de años con composición específica piroclástica de esta unidad litoestratigráfica que permite el desarrollo de elevados acantilados costeros. Esto posibilita geoformas originadas por la erosión marina durante el retroceso del acantilado.
El farallón como se lo conoce técnicamente es un relicto de acantilado ubicado en el Golfo San Jorge, entre la Punta Novales al nodo, y la Punta Borja al sur (45046’41, 50”S y 67o2T52,00’’O) sobre la costa del Mar Argentino, incluyendo su respectiva área de acercamiento y amortiguación.
En noviembre de 2021 por la ordenanza N° 15.799/21 fue declarado patrimonio natural de Comodoro. La importancia de esta declaración es la definición de áreas de aproximación que se desarrollan desde Planeamiento Urbano, para que en el futuro puedan acceder turistas y cualquier comodorense que quiera avistar el lugar.
Hoy es hábitat natural de tres especies de cormoranes, que se pueden observar desde la orilla a simple vista.

## Urbanización
El crecimiento demográfico  del área metropolitana de Comodoro Rivadavia alcanzó esta zona. Hoy es posible ver dos núcleos urbanos muy próximos en proceso de expansión:
La primera población se halla muy cercana al faro, junto a la ruta provincial 1. La misma se implantó como un nuevo núcleo ilegal de población. Este está compuesto por 120 familias que ocuparon una franja de tierras fiscales municipales y otras 40 que usurparon un área privada de la Compañía Argentina Asociada. Esta franja privada está bajo acción judicial por los canales de los que dispone por ley a la justicia, con intimaciones a desalojar. Mientras que las restantes tratan de llegar a un acuerdo para regularizar ante el municipio su situación.
Desde los últimos años la municipalidad viene intentando que el asentamiento ilegal no crezca más, De este modo, se pudo evitar nuevas tomas en el último año. El asentamiento no cuenta con servicios, mensura y agua potable. Siendo una promesa constante de la municipalidad dar los servicios y la titularidad.
Otros de las nuevas zonas nació en el área entre el faro y la costa. El nuevo espacio hoy es eje de controversia, ya que un loteo llamado Chacras del Faro está en proceso de construcción. El loteo promete 140 lotes entre 1000 y 5000 m2 con sectores residenciales y comerciales. Avenidas, calles y sectores comunes iluminadas con tecnología LED. Además, contiene espacios comunes con amenities, aeródromo, club house, gym, piscina, sauna, caballerizas, quincho y parrilla. El emprendimiento, según sus propietarios, cuenta con estudio de impacto ambiental y las habilitaciones de la municipalidad de Comodoro Rivadavia y de la Administración Nacional de Aviación Civil para su desarrollo.
El emprendimiento urbano se encuentra cercano  la zona vecina al faro hasta el Farallón, finalizando en playa La Compresora de kilómetro 8. Este hecho impide el libre paso de los vecinos por todo ese sector costero, con el agravante que no se obedeció la ley de retiro sobre las costas. Hasta octubre de 2022 el cerco llega a dar con una parte de la playa donde llega la marea alta. En noviembre la situación del cerco se mantuvo sin cambios, obligando a visitantes a no poder circular por las playas y los acantilados por estar muy aborde el alambrado. Para agravar el problema los transeúntes fueron increpados por la seguridad privada del loteo.

## Galería

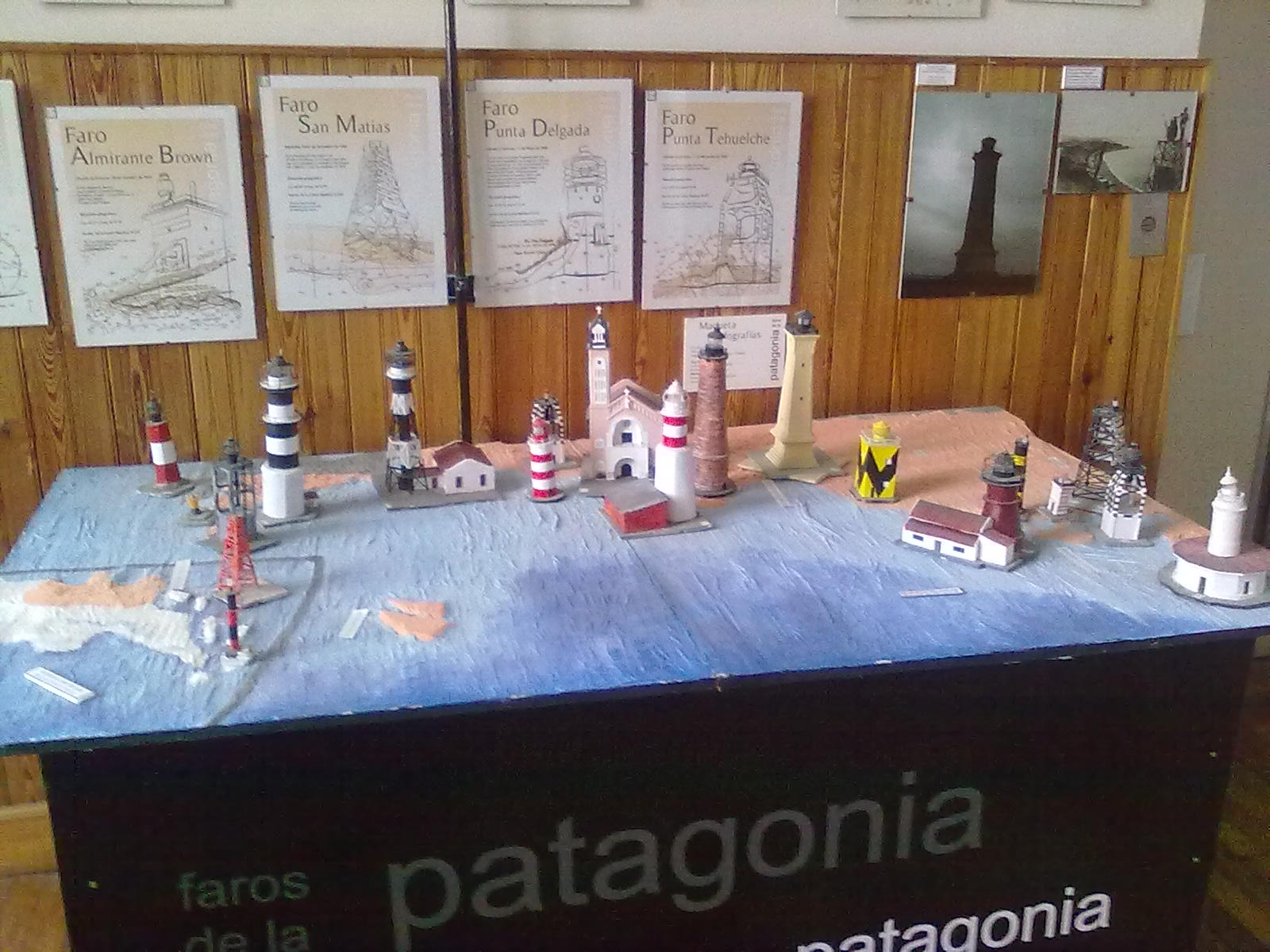
Maqueta de faros de la Patagonia en el museo Ferroportuario
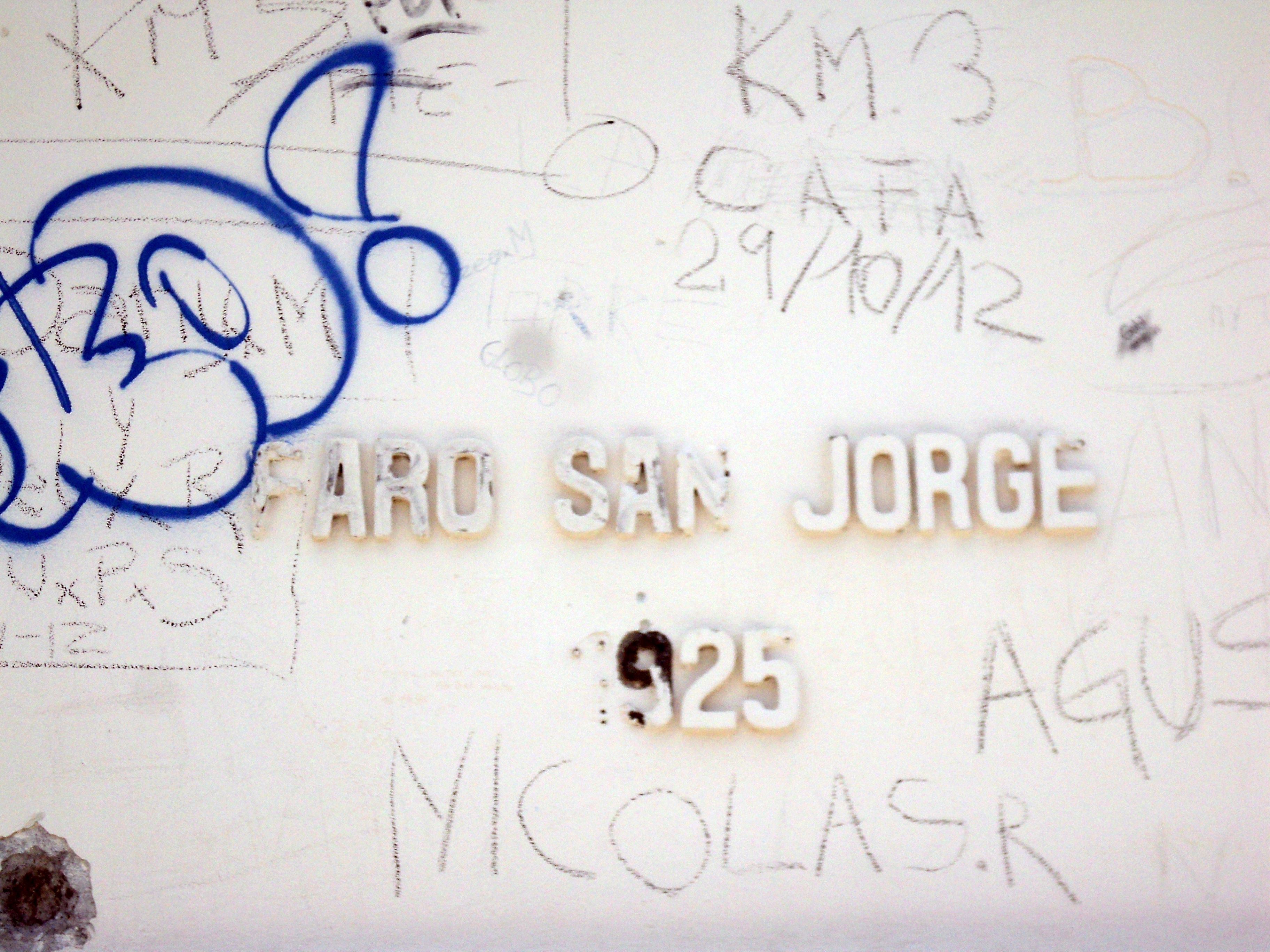
El nombre del faro vandalizado
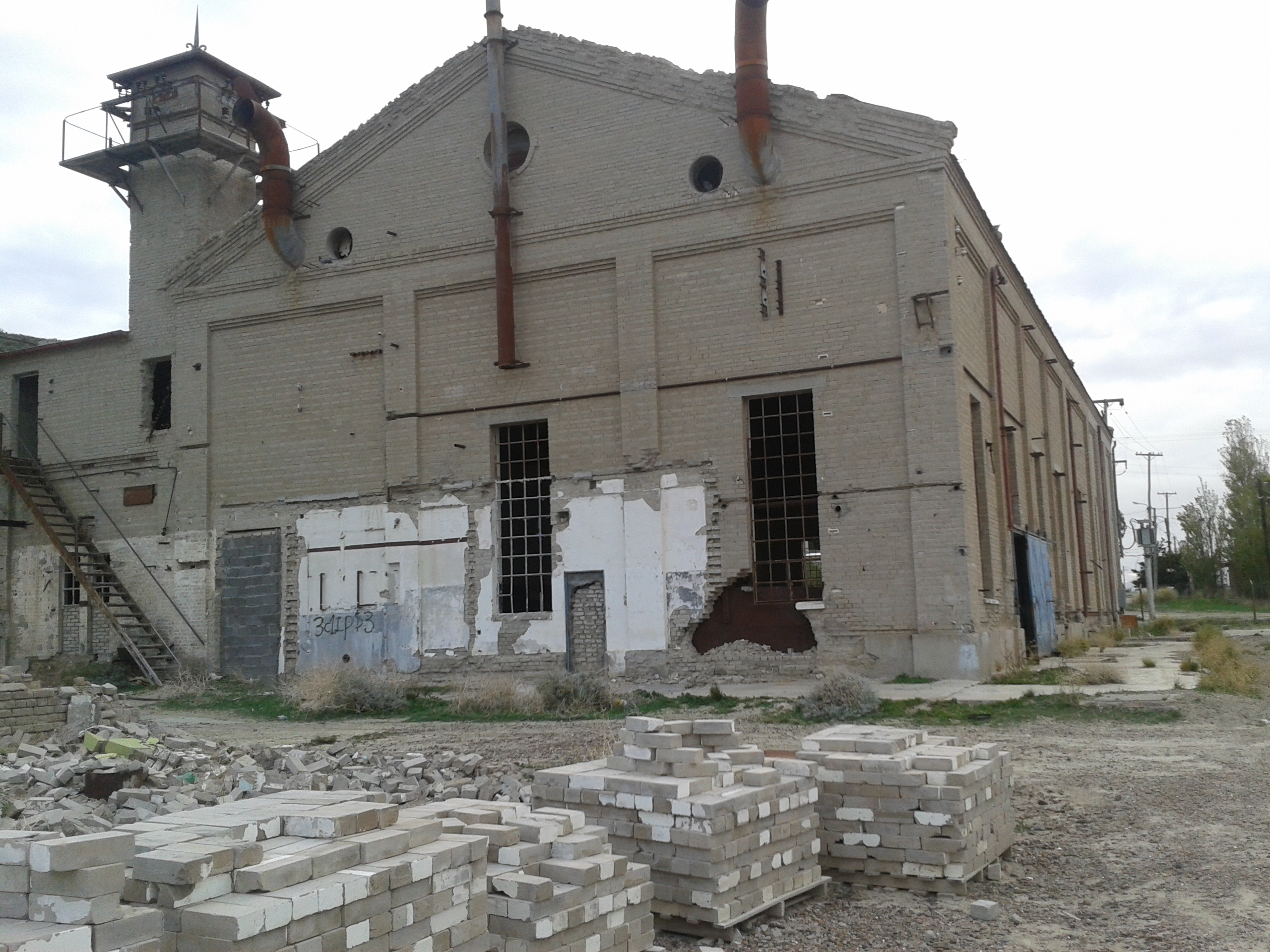
La antigua usinas con un cargamento abandonado de ladrillos con lso que también se levantó el faro y casas.